# Escala de Fitzpatrick

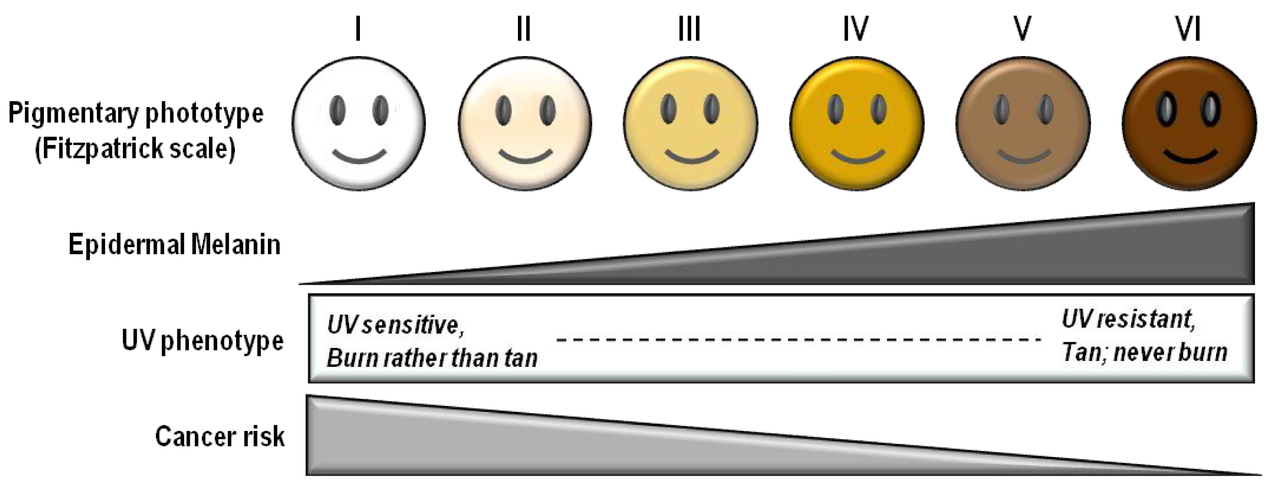
La escala de Fitzpatrick y el riesgo de cáncer de piel.

La escala de Fitzpatrick (también llamada prueba de tipificación de la piel de Fitzpatrick o escala de fototipo Fitzpatrick) es un esquema de clasificación numérica del tono de la piel humana. Fue desarrollado en 1975 por el dermatólogo estadounidense Thomas B. Fitzpatrick como una forma de estimar la respuesta de diferentes tipos de piel a la luz ultravioleta (UV). Inicialmente se desarrolló basándose en el color de la piel para medir la dosis correcta de rayos UVA para la fotoquimioterapia y cuando las pruebas iniciales basadas únicamente en el color del cabello y los ojos dieron como resultado dosis de UVA demasiado altas para algunos, se modificó para basarse en los informes de pacientes sobre la respuesta de su cuerpo frente al sol, según el tono de la piel; además se extendió a una gama más amplia de tipos de piel. La escala de Fitzpatrick sigue siendo una herramienta reconocida para la investigación dermatológica sobre la pigmentación de la piel humana.
La siguiente lista muestra las seis categorías de la escala de Fitzpatrick en relación con las 36 categorías de la antigua escala de Von Luschan (con su valores entre paréntesis): 
- Tipo I (valores de 0 a 6) siempre se quema, nunca se broncea (más pálido; con pecas).
- Tipo II (valores de 7 a 13) generalmente se quema, se broncea mínimamente (de color claro, algo menos que el tipo I).
- Tipo III (valores de 14 a 20) a veces sufre quemaduras leves, bronceado uniforme (miel dorada u oliva).
- Tipo IV (valores 21 a 27) se quema mínimamente, siempre se broncea bien (marrón moderado).
- Tipo V (valores de 28 a 34) rara vez se quema, se broncea muy fácilmente (marrón oscuro).
- Tipo VI (valores de 35 a 36) nunca se quema (profundamente pigmentado de color marrón oscuro a marrón más oscuro).

## Modificadores de emojis
La escala de Fitzpatrick también es la base del color de piel de los emojis, con cinco modificadores según la escala de Fitzpatrick (los tipos I y II están fusionados).

## Eurocentrismo
La escala de Fitzpatrick ha sido criticada por ser eurocentrista y no representar la diversidad global del color de la piel. La escala se desarrolló originalmente para clasificar la «piel blanca» en respuesta a la irradiación solar, e inicialmente incluía solo cuatro, un tono claro, otro estándar, uno marrón y otro negro.
La metodología de la escala, que se basa en la autoevaluación del tono de la piel, las quemaduras solares y la respuesta al bronceado, no logra captar el amplio espectro de reflectancia de la piel. Los estudios demuestran que las poblaciones europeas tienen la variación más estrecha del color de la piel, mientras que los grupos categorizados como «marrones» o «negros» exhiben una gama más amplia.
La eficacia de la escala Fitzpatrick entre individuos de piel blanca es cuestionable, ya que estudios como el de una población estudiantil holandesa la han encontrado inadecuada para categorizar, cuestionando su idoneidad para investigar la relación entre la tendencia a las quemaduras solares y su capacidad de bronceado.